# 埃托瓦
埃托瓦（法語：Étoy）是瑞士联邦西部法语区的沃州下设的一个镇。在行政上属于莫尔日区管辖。埃托瓦的总面积为4.91平方公里。截至2010年底，总人口为2,830。

## 地理
西临奥伯讷河。